# Mapa MIP
En las texturas de los gráficos 3D por computadora, los mapas MIP (comúnmente llamados mipmaps), son colecciones de imágenes de mapas de bits que acompañan a una textura principal para aumentar la velocidad de renderizado y reducir sus artefactos. Son ampliamente usados en los videojuegos en 3D, simuladores de vuelo, y otras aplicaciones con imágenes tridimensionales. La técnica se conoce como mipmapping. El acrónimo "MIP" proviene de la frase en latín multum in parvo, que significa "mucho en poco espacio". Aunque necesitan más espacio en memoria, forman la base de la compresión de imágenes basada en transformación de ondas.

## Funcionamiento
Cada imagen de mapa de bits del conjunto es una versión reducida de la textura principal. El renderizador utiliza la textura principal cuando se renderiza a todo detalle, y cambia al mipmap adecuado cuando renderiza la textura desde cierta distancia o en un tamaño menor. En realidad lo que se hace es interpolar los dos mipmaps más cercanos. La velocidad de renderizado aumenta porque la cantidad de píxeles ("texeles") procesados puede ser mucho menor que en una textura común. Además se reducen los artefactos dado que luego del procesamiento las imágenes mipmap se encuentran sin aliasing, y el renderizador no necesita hacer antialiasing. Aumentar o reducir el tamaño (zoom in o zoom out) de un mipmap se hace más eficientemente.
Por ejemplo, si la textura principal tiene un tamaño de 256 por 256 píxeles (típicamente las texturas son cuadradas y el largo de su lado es una potencia de dos), el conjunto de mipmaps asociados podría ser de ocho imágenes, cada una de un cuarto del tamaño de la anterior: 128×128 píxeles, 64×64, 32×32, 16×16, 8×8, 4×4, 2×2, 1×1 (un único píxel). Si la escena renderiza esta textura en un espacio de 40×40 píxeles, se usaría una interpolación entre los mipmaps de 64×64 y 32×32. La manera más simple de generar la textura es por promedios sucesivos, pero pueden emplearse algoritmos más sofisticados (basados en el procesamiento de señales y las transformadas de Fourier).
El espacio de almacenamiento necesario para estos mipmaps es de un tercio más que el de la textura original, porque la suma de estas áreas 1/4 + 1/16 + 1/64 + 1/256 + ... converge a 1/3 (asumiendo que no se hace ningún tipo de compresión).

## Origen
El mipmapping fue inventado por Lance Williams en 1983 y se describe en su artículo científico Pyramidal parametrics. Llamó piramidal al conjunto de mapas, que puede verse como una imagen sobre otra.